# Virginia Plain
«Virginia Plain» — песня британской рок-группы Roxy Music, выпущенная дебютным синглом в августе 1972 года. Композиция фронтмена группы Брайана Ферри «Virginia Plain» была записана группой в июле в лондонской Command Studios с продюсером Питером Синфилдом. В записи «Virginia Plain» принял участие бас-гитарист Рик Кентон, который сменил в группе Грэма Симпсона.
Сингл (с инструментальной композицией Энди Маккея «The Numberer» на обороте: первоначально она называлась «Firts Kiss») был выпущен компанией Island Records (WIP 6144) и поднялся до #4 в UK Singles Chart .

## История создания
Песня не вошла в виниловый, оригинальный вариант дебютного альбома группы Roxy Music; к моменту релиза она даже не была записана. Брайан Ферри вспоминал в 2009 году:
Мы только что выпустили первый альбом Roxy Music и наша компания, Island, похоже, была удивлена этим мгновенным успехом. Но песни в альбоме, которая со всей очевидностью претендовала бы стать синглом, не было, поэтому меня спросили, нет ли у меня наготове ещё каких-нибудь песен. У меня была неоконченная песня «Virginia Plain», которую мы быстро и записали. Хорошо помню, как наш роуди разъезжал туда-сюда перед студией, а мы пытались записать звук его мотоцикла.Брайан Ферри. The Mail on Sunday. 28 июня 2009
Гитарное соло Фила Манзанеры было импровизированным; он рассказывал, что «сыграл первое, что пришло в голову».
После того, как альбом добился успеха в чартах, песня входила во все его последующие переиздания. В 1977 году сингл «Virginia Plain» был перевыпущен (с «Pyjamarama» на обороте) и поднялся в Британии до #11.

## Текст песни
Брайан Ферри написал песню по мотивам одной из своих картин, которая также называлась «Virginia Plain»; оттуда же пришло — упоминание о Бэби Джейн Холцер, модели Энди Уорхола. На картине Ферри 1964 года была изображена гигантская пачка сигарет Virginia Slims, где центральное место занимала Хольцер, стоявшая среди равнины.
Текст песни являет собой своего рода фантазию о кругосветном путешествии по разным континентам и эпохам; упоминается, в частности, генерал Роберт Э. Ли — это ему приносит герой показать только что подписанный контракт (англ. All signed and sealed I'll take it To Robert E. Lee I'll show it I hope and pray he don't blow it…). Здесь же содержатся сатирические элементы, касающиеся жизни Нью-Йорка («Всё похожи друг на друга, как фламинго», — англ. ...Just like flamingos look the same).
В заключительной фразе (и заголовке) содержится тройная игра слов, в которой сплетены — «Virginia Slims» (сигаретный бренд), «Baby Jane» (прозвище Джейн Хольцер) и идиоматическое выражение «plain Jane» («Простушка»).

## Отзывы критики
«Virginia Plain» в течение десятилетий оставалась одной из любимых у Джона Пила, который замечал: «Начало 70-х было скучноватым временем… если не считать Roxy Music». Отмечая, что «каждая строка здесь афористична… аккорды расставлены с утончённым вкусом», рецензент Allmusic пишет: «одного взгляда на Roxy Music, этих космических пришельцев в ретро-бунте, под Джина Винсента, было достаточно, чтобы все ставки на будущее сделать заранее».

## Использование в популярной культуре
- Песня, наряду с некоторыми другими треками Roxy Music, использовалась в фильме Тодда Хэйнса «Бархатная золотая жила»[7], вошла в саундтрек фильма Оливера Ассейаса «Cold Water».
- Компания Virgin Atlantic Airways имеет Боинг 747 под названием Virginia Plain[8].
- В документальном фильме о Sex Pistols «The Filth and the Fury» гитарист группы Стив Джонс рассказывает о том, что Roxy Music были любимой группой его детства; при этом показывается фрагмент программы Top of the Pops, где группа исполняет «Virginia Plain».
- Также песня вошла в список «20 лучших песен глэм-рока» по версии газеты The Guardian, где она заняла 4 место[9].

## Участники записи
- Брайан Ферри — вокал, пианет Hohner, меллотрон, гармоника в «The Numberer»
- Энди Маккей — гобой, саксофон
- Брайан Ино — синтезатор VCS3
- Пол Томпсон — ударные
- Фил Манзанера — электрогитара
- Рик Кентон — бас-гитара

## Издания (избранное)
- 1972 — Roxy Music 2:58 (Virgin Records)
- 1972 — Days of Wine and Vinyl (Warner Bros. Records)
- 1974 — MusikLaden (Colosseum)
- 1977 — Greatest Hits 2:55 (Atco)
- 1986 — Street Life: 20 Greatest Hits 2:59 (Reprise Records)
- 1989 — The Early Years 2:58 (Caroline Distribution)
- 1995 — The No. 1 70’s Rock Album 2:58 (Alex)
- 1995 — Thrill of It All 2:56 (Virgin)
- 1996 — Breaking the Waves 2:56 (Hollywood Records)
- 1998 — The Best Glam Rock Album in the World Ever 2:57 (EMI)
- 1998 — Velvet Goldmine 3:00 (Polygram)
- 1999 — Greatest Hits (Virgin)
- 1999 — More Than This: The Best of Bryan Ferry and Roxy Music 2:56 (Divine Recordings)
- 2000 — Music of the Millennium, Vol. 2 2:58 (Universal International)

## Видео
- Virginia Plain. — Roxy Music в программе Top of the Pops, 1972 год.